# Nordic Mobile Telephone

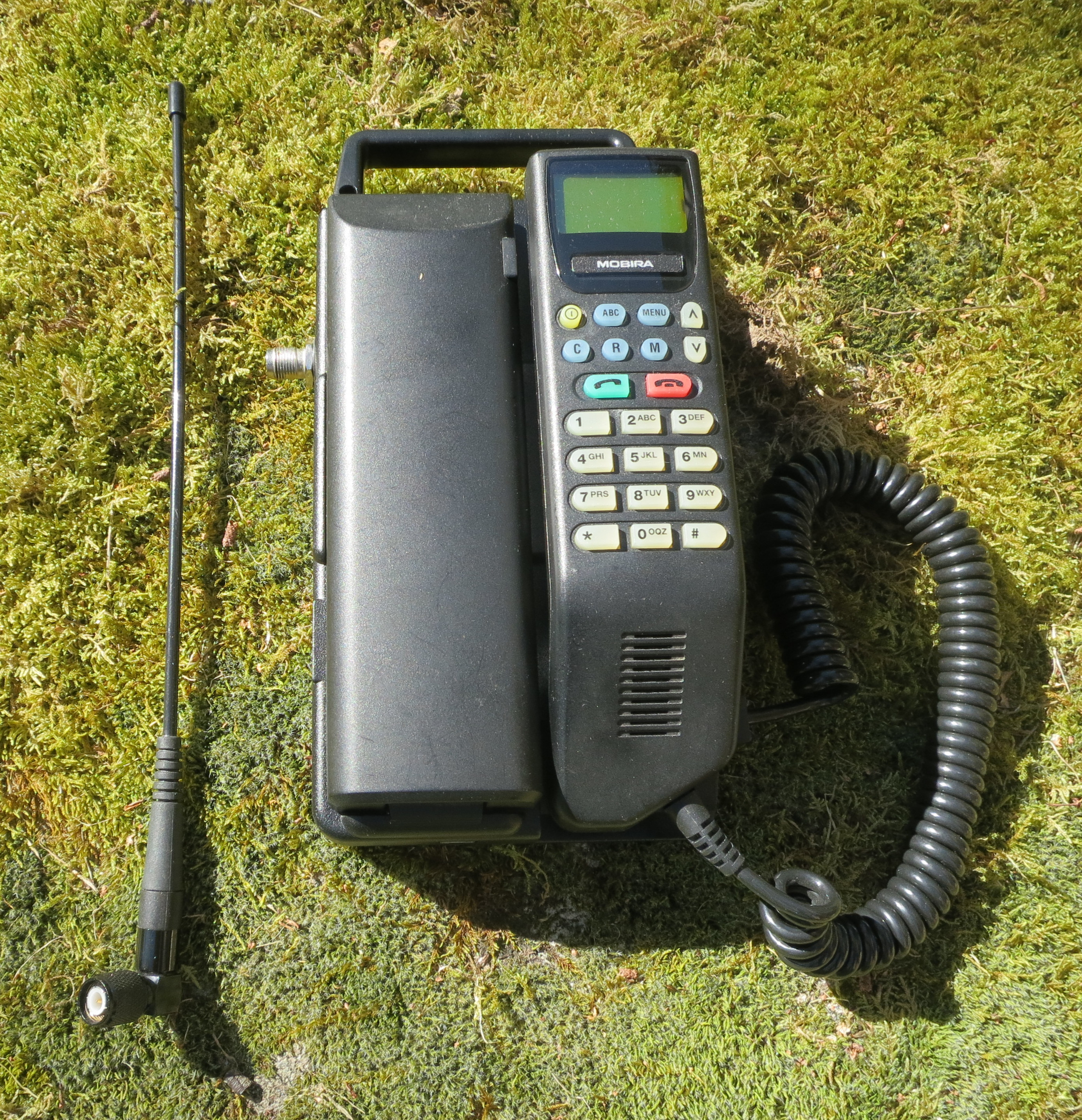
Fiński telefon NMT 450 Mobira TMF-4SP z 1994 roku.

Nordic Mobile Telephone (NMT) – analogowy system radiokomunikacji ruchomej, należący do rodziny systemów telefonii komórkowej pierwszej generacji. Początkowo stosowany jedynie w krajach skandynawskich.
Pierwotnie był przystosowany do pracy w paśmie 450 MHz, jednak ze względu na bardzo ograniczoną pojemność stworzona została jego unowocześniona wersja działająca w paśmie 900 MHz.
Wersja NMT450i systemu NMT także pracuje w paśmie 450 MHz, posiada jednak wiele unowocześnień pochodzących z wersji NMT-900. Była ona stosowana w Polsce przez PTK Centertel, obecnego operatora sieci Orange (Polska).

## Historia
Sieci NMT zostały uruchomione w Szwecji i Norwegii w 1981 oraz w Danii i Finlandii w 1982 oraz w Islandii w 1986. Niemniej jednak pierwsze komercyjne usługi w sieci NMT rozpoczęto świadczyć dla 1200 użytkowników w Arabii Saudyjskiej 1 września 1981, miesiąc wcześniej niż w Szwecji. Do 1985 roku sieć rozrosła się do 110 000 użytkowników w Skandynawii, z czego 63 300 w samej Norwegii, będąc w tym czasie największą na świecie siecią telefonii komórkowej.
Sieci NMT były wykorzystywane głównie w krajach skandynawskich, na Litwie, Łotwie i Estonii, na Węgrzech, Słowacji, w Szwajcarii (Natel-C, od 1987), Holandii, Polsce (Centertel, od 1992), Bułgarii, Rumunii, Czechach (Eurotel, 1991–2006), Słowenii, Serbii, Turcji, Chorwacji, Bośni i Hercegowinie, Rosji i kilku krajach Azji i Bliskiego Wschodu.

## Budowa systemu
System NMT składa się z trzech podstawowych elementów:
- MTX - centrali systemu radiokomunikacyjnego, odpowiedzialnej za sterowanie siecią i komunikacje z publiczną siecią telefoniczną.
- BS - stacji bazowej, odpowiedzialnej za komunikację ze stacjami ruchomymi poprzez interfejs radiowy.
- MS - stacji ruchomej

### MTX - centrala
MTX (Mobile Telephone eXchange) realizuje funkcje sterujące oraz komutacyjne. Centrale MTX mogą być połączone z centralami sieci stałej na poziomie central międzynarodowych, tranzytowych lub miejscowych.
Centrala MTX łączy się ze stacjami bazowymi przy pomocy łączy stałych. Stacja bazowa BS komunikuje się ze stacjami ruchomymi MS znajdującymi się na obszarze przez nią obsługiwanym poprzez interfejs radiowy. Zadaniem stacji bazowej BS jest także nadzorowanie jakości połączenia ze stacją ruchomą. W łączach stałych systemów NMT, stosuje się system sygnalizacyjny CCITT nr 7. Natomiast na styku z mniej nowoczesną siecią stałą sygnalizacje R2.

### BS - stacja bazowa
Stacja bazowa zbudowana jest z:
- układu sprzęgacza polegającego na nadawaniu kilku sygnałów przy wykorzystaniu tej samej anteny w kierunku nadawczym
- wyposażeń radiowych dla wszystkich kanałów częstotliwościowych
- modułu obróbki wstępnej sygnału wysokiej częstotliwości w kierunku odbiorczym
- układu testującego odbierany sygnał oraz miernika sprawdzającego poziom mocy sygnału odbieranego.

Stacja bazowa BS zawiera także układ zasilania oraz system antenowy. Kanał częstotliwościowy obsługiwany jest przez odbiornik, nadajnik oraz układu sterujący. Układ sterujący realizuje następujące zadania:
- wyłączanie i włączanie nadajnika
- przesyłanie informacji do i od centrali MTX
- przydzielanie kanałów
- zapętlanie w celach testowych łączy przychodzących do centrali MTX
- wysyłanie alarmów do centrali MTX

Obszarem centralowym nazywamy obszar pokryty zasięgiem wszystkich stacji bazowych BS w obrębie danej centrali MTX.
Obszary centralowe dzielimy na mniejsze fragmenty zwane obszarami przywołań. Dane o lokalizacji stacji ruchomych MS przechowywane są w systemie z dokładnością do obszaru przywołań.

### MS - stacje ruchome
W systemach NMT używane są kieszonkowe, przenośne oraz przewoźne stacje ruchome. Aparat wrzutowy może być także stacją ruchomą. System NMT umożliwia regulację mocy stacji ruchomej.
W nadajniku dokonywane jest wzmocnienie sygnału oraz analogowa modulacja częstotliwości FM. Odbiornik zawiera generator lokalny, wzmacniacz, stopnie podwójnej przemiany częstotliwości i demodulator. Sygnalizację przesyła się w sposób cyfrowy, więc do tego celu zainstalowano w terminalu modulator i demodulator sygnału z kluczowaniem częstotliwości FSK. Praca terminala możliwa jest dzięki mikroprocesorowi. Kontroluje on połączenia z centralą MTX, steruje pracą części radiowej oraz nadzoruje komunikację z użytkownikiem za pomocą interfejsu: głośnik i mikrofon, wyświetlacz, klawiatura alfanumeryczna.

## Parametry NMT 450 i NMT 900
| PARAMETRY                     | NMT 450           | NMT 900           |
| ----------------------------- | ----------------- | ----------------- |
| Pasmo częstotliwości          | 452,5 - 467 MHz   | 890 - 960 MHz     |
| Transmisja do stacji bazowej  | 452,5 - 457 MHz   | 890 - 915 MHz     |
| Transmisja do stacji ruchomej | 462,5 - 467 MHz   | 935 - 960 MHz     |
| Odstęp kierunków transmisji   | 10 MHz            | 45 MHz            |
| Szerokość kanałów             | 25 kHz            | 25 kHz (12,5 kHz) |
| Liczba kanałów                | 180               | 1000 (2000)       |
| Max. promień komórki          | 40 km             | 20 km             |
| Max. moc stacji bazowej       | 50 W              | 25 W              |
| Poziom mocy stacji ruchomej   | 15 / 1,5 / 0,15 W | 6 / 1 / 0,1 W     |

## Transmisja
Do transmisji mowy w systemach NMT 450 oraz w NMT 900, zastosowano analogową modulację FM z dewiacją częstotliwości f = 3 kHz. Każdemu kierunkowi transmisji przydzielono osobne pasmo częstotliwości, zastosowano połączenia dupleksowe. Szerokość kanałów częstotliwościowych wynosi 25 kHz. System NMT przystosowany jest do pracy w dwóch pasmach częstotliwości: 450 MHz i 900 MHz. W paśmie 450 MHz przydzielono dwa przedziały częstotliwości, po 4.5 MHz. Pozwala to na utrzymanie 180 kanałów dwukierunkowych. Odstęp dupleksowy pomiędzy kierunkami transmisji wynosi 10 MHz. Natomiast w paśmie 900 MHz wydzielono dwa przedziały po 25 MHz każdy. W każdym zawarto 999 kanałów częstotliwościowych. Na końcach pasma wydzielono przedziały ochronne o szerokości 12.5 kHz, a odstęp pomiędzy kierunkami transmisji poszerzono do 45 MHz. NMT 900 daje możliwość wykorzystywania kanałów o szerokości 12.5kHz. Można wtedy uzyskać około 2000 kanałów.

## Ramka sygnału
Sygnalizacja w kanale radiowym odbywa się za pomocą binarnego sygnału zmodulowanego częstotliwościowo z przepływnością 1200 bit/s. Jedynie 7% przesyłanego sygnału to właściwa informacja. Typowa ramka ma długość 166 bitów i dzieli się na:
- 140 - bitowe słowo sygnalizacyjne.
  - 28 bitów numeru abonenta.
  - 12 bitów numeru kanału.
  - 12 bitów informacji.
  - 12 bitów numeru obszaru przywoływań.

- 26 bitów synchronizacji bitowej i ramkowej.
  - 11 bitów synchronizacji ramki.
  - 15 bitów synchronizacji bitowej.

## Polska wersja systemu NMT
Stosowany w Polsce od 1992 roku system NMT pracuje w paśmie 450 MHz. Opiera się on jednak na tzw. wersji NMT 450i. Jest to połączenie NMT 450 oraz niektórych aspektów wprowadzonego później standardu NMT 900. Modyfikacje polegały między innymi na:
- zmodyfikowaniu protokołów sygnalizacji w kanale radiowym
- wprowadzeniu procedury identyfikacji abonenta
- polepszeniu jakości transmisji mowy poprzez wprowadzenie kompandorów
- umożliwieniu wyświetlania w terminalu kodu obszaru centralowego

System NMT450i działa w Polsce pod nazwą Centertel. Operatorem jest Polska Telefonia Komórkowa Sp. z o.o., obecnie w całości należąca Telekomunikacji Polskiej.
Polski system Centertela korzysta ze 180 kanałów, lecz dwadzieścia kanałów zajmuje nieco inne pasmo częstotliwości niż w systemach używanych w Skandynawii. Wszystkie kanały mieszczą się jednak w zakresie obsługiwanym przez stacje ruchome systemu, co pozwala na stosowanie w sieci Centertel standardowego sprzętu.
W Polsce pracują 4 centrale MTX: w Warszawie, Katowicach, Gdańsku i Poznaniu.
W maju 1995 roku liczba abonentów przekroczyła 50 tysięcy przy 65% pokryciu łącznością powierzchni kraju.

## Sieć CENTERTEL dziś
Infrastruktura systemu NMT 450 była wykorzystywana do rozwiązania problemu Telekomunikacji Polskiej, problemu tzw. "ostatniej mili". Na terenach, na których ze względów ekonomicznych nie opłacało się prowadzić przewodu do telefonu stacjonarnego, wykorzystywano częstotliwości systemu NMT do zapewnienia łączności telefonicznej dla abonentów. U schyłku dostępu do telefonu "stacjonarnego" korzysta ok. 40 tys. klientów TP SA. Z sieci analogowej CENTERTEL korzystało również ok. 1 tys. wiernych abonentów (najczęściej żeglarzy, ponieważ ta sieć sięga wiele kilometrów w głąb morza), którzy nie zdecydowali się na przyłączenie do sieci cyfrowej Orange (dawniej Idea) (stan na dzień 30 czerwca 2007 r.)
Według stanu na dzień 28 grudnia 2009 r., spółka PTK Centertel uruchomiła proces rozsyłania abonentom wypowiedzeń umów o świadczenie usług telekomunikacyjnych w sieci analogowej NMT 450i, z zachowaniem 1 miesięcznego okresu wypowiedzenia. Zgodnie z treścią dostarczonego wypowiedzenia, bezpośrednim powodem likwidacji sieci jest rozpoczęcie z dniem 1 lutego 2010 r. świadczenia przez PTK Centertel usługi dostępu do internetu w technologii CDMA450, "ORANGE FREEDOM PRO" na częstotliwościach wykorzystywanych dotychczas przez NMT450i. Do dziś, po wybraniu numeru telefonu do sieci NMT Centertel, można usłyszeć sygnał marszrutowania, a na koniec zapowiedź o niedostępności abonenta z powodu wyłączonego aparatu. Oznacza to, że sieć nadal działa, nie usunięto zakończeń sieci oraz nie uwolniono numerów telefonów. W takim przypadku powinna być uruchomiona informacja o braku dostępności takiego numeru w sieci. Podkreślenia wymaga również fakt, iż na dzień rzekomego zwolnienia zasobów sieci NMT450i pod nową usługę, nadal aktywnych jest ok. 40 tys. abonentów "stacjonarnych" TP SA, co stawia pod znakiem zapytania prawdziwość uzasadnienia przedstawionego w doręczonym wypowiedzeniu.
PTK Centertel zaproponował abonentom sieci analogowej NMT 450i, zawarcie odrębnych umów na świadczenie usług telekomunikacyjnych w sieci GSM/UMTS w ramach dowolnie wybranej promocji w ofercie ORANGE.
Według stanu na dzień 18 czerwca 2012 NMT 450i wciąż działa, aczkolwiek jego wyłączenie planowane jest na połowę 2012 roku. Do 2012 roku zostały wypowiedziane wszystkie umowy, abonentom zaproponowano przeniesienie swoich numerów do sieci cyfrowej, a same nadajniki pracujące na paśmie 450 MHz, Orange wykorzystuje do świadczenia usług szerokopasmowego dostępu do Internetu stosując technikę CDMA (ang. Code Division Multiple Access) ze stabilnym zasięgiem w całym kraju.
W kwietniu 2017 roku Orange zakończył całkowicie wykorzystywanie pasma 450 MHz w Polsce.